# Brycinus derhami
Brycinus derhami е вид лъчеперка от семейство Alestidae. Видът е уязвим и сериозно застрашен от изчезване.

## Разпространение
Разпространен е в Кот д'Ивоар.

## Описание
На дължина достигат до 8,2 cm.